# Balitora vanlongi
Balitora vanlongi är en fiskart som beskrevs av Nguyen 2005. Balitora vanlongi ingår i släktet Balitora och familjen grönlingsfiskar. IUCN kategoriserar arten globalt som otillräckligt studerad. Inga underarter finns listade.